# The Wedding in Monaco
The Wedding in Monaco ist ein US-amerikanischer Dokumentarfilm aus dem Jahr 1956, der die Feierlichkeiten in Monaco bezüglich der Hochzeit des Fürsten Rainier III. und der Schauspielerin Grace Kelly behandelt. Der 31-minütige Eastmancolor CinemaScope-Film wurde von Jean Masson inszeniert und von Metro-Goldwyn-Mayer, Kellys Filmstudio, veröffentlicht, bevor sie sich von der Schauspielerei zurückzog.

## Handlung
Der Film handelt von der Hochzeit des Fürsten Rainier III. und der Schauspielerin Grace Kelly, die dadurch nicht nur Fürstin von Monaco wird, sondern auch eine Vielzahl an königlichen Titeln bekommt, die denen ihres Mannes entsprechen.
Die Hochzeit selbst ist nur ein Teil der Feierlichkeiten, bei denen Kunst, Kultur und Nationalismus zu Ehren des Königspaares gefeiert werden sollen.
Zu den Blumen, die die Feier ausschmücken, gehört auch die damals neu gezüchtete Nelke namens „Prinzessin Grace“.
Am Tag vor der Hochzeit kommt Kelly an Bord der SS Constitution in Monaco an, die vom Prinzen an Bord seiner Yacht empfangen wird. Im Hafen werden sie von einer Schar wohlwollender Schaulustiger empfangen.
Eine kleinere standesamtliche Zeremonie, die den strengen Protokollen des Königshauses folgt und im Königspalast stattfindet, wird am 18. April 1956 um 11:17 Uhr Ortszeit abgeschlossen. Es folgt eine öffentliche Begrüßung am königlichen Hof und eine Musik- und Tanzgala im Opernhaus.
Am folgenden Tag findet in der Kathedrale von Monaco eine größere, aufwendigere, religiöse Zeremonie statt. Auch die Flitterwochen-Abfahrt auf der königlichen Yacht an diesem Tag ist ein öffentliches Spektakel.

## Hintergrund

### Veröffentlichungsdatum
Der Film wurde am 17. Mai 1956 veröffentlicht.

### Budget und Einspielergebnis
Für die Herstellung des Films wurde ein Budget von 144.000 US-Dollar verwendet. Laut den MGM-Aufzeichnungen spielte der Film in den Vereinigten Staaten und Kanada 108.000 US-Dollar und in anderen Ländern 51.000 US-Dollar ein, was zu einem Profit von 15.000 US-Dollar führte.

### Genres
Der Film wird den Genres Dokumentar-, Musik-, Liebes- und Kurzfilm sowie Biografie zugeordnet.